# Karl Leth
Karl Leth (* 27. Mai 1861 in Wien; † 17. November 1930 ebenda, 1914 bis 1919 Ritter von Leth) war ein österreichischer Bankfachmann und 1915/16 Finanzminister Cisleithaniens, der österreichischen Reichshälfte Österreich-Ungarns.

Karl Ritter von Leth (1915)

## Leben
Leth, Sohn des Tuchhändlers Julius Leth, absolvierte 1879 das Akademische Gymnasium und studierte Rechtswissenschaft an der Universität Wien. Noch vor der Erlangung des Dr. jur. 1885, trat er 1884 bei der Postsparkasse in den Staatsdienst ein. Sein Vater musste dabei der Bank einen Gehaltszuschuss von 30 Gulden zusichern. Schon 1896, als die Bank erstmals an der Emission einer Staatsanleihe beteiligt war, fungierte Leth als deren Vertreter im zuständigen Syndikat. 1902 zum Sektionsrat und stellvertretenden Direktor ernannt, wurde er 1904 interimistischer Leiter der Postsparkasse. 1906 erfolgte die Ernennung zum Hofrat, 1911 jene zum Vizegouverneur. 1912 übernahm Leth wieder die provisorische Leitung der Bank, im September 1915 wurde er offiziell deren Gouverneur.
Leth war maßgeblich beteiligt an der Reform und am wirtschaftlichen Erfolg der Postsparkasse. Er war verantwortlich für Rationalisierungsmaßnahmen und die Einführung des Scheckverkehrs bei den Postanstalten. Die Postsparkasse diente zunehmend zur Deckung des staatlichen Anleihebedarfes und der Staatskredite, wie der Kriegsanleihen. 1914 wurde Leth zum Ritter erhoben, nach erfolgreich platzierter zweiter Kriegsanleihe erhielt er das Kommandeurkreuz des Leopoldordens.
Von 1. Dezember 1915 bis 31. Oktober 1916 amtierte Leth in der Regierung Stürgkh als österreichischer Finanzminister. In der Krise nach einem erfolglosen ersten Kriegsjahr sollte Leth die Staatsfinanzen ordnen. Er setzte wichtige steuerpolitische Maßnahmen durch und konnte eine dritte Kriegsanleihe erfolgreich finanzieren. Die Einführung einer Vermögensabgabe zur Finanzierung der Kriegskosten gelang ihm aber nicht, lediglich eine Kriegsgewinnsteuer wurde im April 1916 verabschiedet. Laut Josef Redlich machte er sich Illusionen, die kriegsbedingten Schulden Österreich würden nach dem Sieg durch eine Entschädigung der Gegner getilgt.
Von 1917 bis zum Ende der Monarchie im November 1918 war Leth auch Mitglied des Herrenhauses des Wiener Reichrats. 1917 bis 1919 war er Gouverneur der Bodencreditanstalt.
Leth war Vorsitzender von Wohltätigkeitsvereinen, Ehrenmitglied des Fachschriftstellerverbandes, Ehrenpräsident des Wiener Eislaufvereines und Vorstandsmitglied des Reichsbundes der Haus- und Grundbesitzer. Er war verheiratet und hatte eine Tochter. 1930 starb er in seiner Wohnung in der Wiener Teinfaltstraße an einem Schlaganfall.